# Економічна кібернетика
Економі́чна кіберне́тика —  науковий напрям кібернетики, що вивчає проблеми застосування її методів і засобів для дослідження та організації економічних процесів.

## Основні сфери інтересів
Розробка й використання ідей та методів кібернетики до економічних систем. У розширеному і не зовсім точному значенні часто під економічною кібернетикою  розуміють галузь науки, що виникла на стику математики і кібернетики з економікою й охоплює такі напрями: математичне програмування, дослідження операцій, економіко-математичне моделювання, економетрію і математичну економіку. ЕК розглядає економіку, а також її структурні і функціональні ланки як системи, в яких відбуваються процеси регулювання й управління, що реалізовуються рухом і перетворенням інформації.

## Методи
Методи економічної кібернетики дають можливість стандартизувати і уніфікувати цю інформацію, раціоналізувати отримання, передачу і обробку економічної інформації, обґрунтувати структуру і склад технічних засобів її обробки.
Саме такий підхід визначає внутрішню єдність і характер досліджень в рамках Е. к. Вони служать, зокрема, теоретичною основою створення автоматизованих систем керування (АСК) і систем обробки даних (СОД) в народному господарстві.
Економічна кібернетика розвивається за трьома основними напрямами, які щонайтісніше пов'язуються один з одним.
Теорія економічних систем і моделей розробляє: методологію системного аналізу економіки і її моделювання, віддзеркалення структури і функціонування економічних систем в моделях; питання класифікації і побудови комплексів економіко-математичних моделей; проблеми економічного регулювання, співвідношення і взаємного узгодження різних стимулів і дій у функціонуванні економічних систем; питання поведінки людей і колективів. При дослідженні цих проблем До. э. перш за все спирається на політичну економію і загальну теорію систем, а також на соціологію і теорію регулювання, узагальнює результати розробки економіко-математичних методів і моделей.
Теорія економічної інформації розглядає економіку як інформаційну систему. Вона вивчає: 
1. потоки інформації, які циркулюють в народному господарстві як комунікації між його елементами і підсистемами, характеристики інформаційних каналів і передаваних ним повідомлень
2. економічні вимірювання і взагалі знакові системи в економіці, тобто мови економічного управління, включаючи розробку комплексів господарських показників, правил їх розрахунку (ці питання виділяються в економічну семіотику);
3. процеси ухвалення рішень і обробки даних в інформаційних системах народного господарства на всіх його рівнях і питання якнайкращої організації цих процесів.

Тут Е. к. тісно стикається з теорією інформації, дослідженнями за визначенням корисності або цінності інформації, семіотикою, теорією програмування, інформатикою.
Теорія керувальних систем, в економіці конкретизує і зводить воєдино дослідження решти розділів Е. к. Вона направлена на комплексне вивчення і вдосконалення системи управління народним господарством і окремими господарськими об'єктами, а кінець кінцем, - на їх оптимальне функціонування.
Особлива увага приділяється: проблемам планування і керівництва реалізацією планів — методології, технології і організації цих функцій управління, використанню комплексів економіко-математичних моделей і інших наукових методів в практиці управління; розробці внутрішньо узгодженого комплексу економічних, адміністративних, правових і інших стимулів і норм управління, побудові організаційних структур органів управління; вивченню і обліку людських чинників (соціально-психологічних і т.п.) в процесах господарського управління, взаємодії людини і машини в АСК; проблемам проектування і впровадження АСК в цілому.
До. э. розглядає АСК не як «прибудову» до тих або іншим органам управління для обробки даних, а як саму систему управління господарським об'єктом, засновану на комплексному застосуванні економіко-математичних методів і моделей, сучасної інформаційно-обчислювальної техніки - з відповідною технологією і організацією її роботи.